# 大澤正道
大澤 正道（大沢正道、おおさわ まさみち、1927年9月25日 - 2022年9月）は、日本のアナキズム研究家、文筆家、編集者。

## 経歴
名古屋市出身。別名・大原緑峯。1950年東京大学文学部哲学科卒。在学中、日本アナキスト連盟に参加、機関紙の編集に携わる。
卒業後平凡社に入り1966年雑誌『黒の手帖』を創刊。編集局長、出版局長、取締役を歴任し、1986年退社。

## 著書
- 『恋と革命と』ジープ社 1950
- 『バクーニンの生涯』論争社 1961
- 『自由と反抗の歩み アナキズム思想史』現代思潮社 現代新書 1962
- 『大杉栄研究』同成社 1968、法政大学出版局 1971、新版2015
- 『反国家と自由の思想』川島書店 1970
- 『ロマン的反逆と理性的反逆 全体革命の思想』太平出版社 1972
- 『遊戯と労働の弁証法』紀伊國屋新書 1975
- 『国家と組織』第三文明社 レグルス文庫 1980
- 『国家と社会』第三文明社 レグルス文庫 1981
- 大原緑峯『石川三四郎 魂の導師』リブロポート シリーズ民間日本学者 1987
  - 『石川三四郎　魂の導師』虹霓社 2020
- 大原緑峯『平凡社における失敗の研究』ぱる出版 1987
- 大原緑峯『平凡社における人間の研究』ぱる出版 1988
- 『個人主義 シュティルナーの思想と生涯』青土社 1988
- 『転生と狂気』カタロニア社 1989
- 『アナキズム思想史 自由と反抗の歩み』黒色戦線社 1990
- 『ヨーロッパ・帝国支配の原罪と謎 白人帝国の興亡と弱肉強食の論理』日本文芸社 1990 新書判
- 『アメリカ志向の時代は終わった アメリカ追随病文化人の原罪』日新報道 1991
- 『宿命の「日米対決史」の謎 黒船来航から日米経済戦争まで どこまで続く?日本vsアメリカの文明戦争』日本文芸社 1991
- 大原緑峯『ビジネス能力を高める180冊の本 知的ビジネスマン必携』ぱる出版 1991
- 『世界五大文明衰亡の謎 巨大文明の崩壊が予告する日本文明の未来』日本文芸社 1992 新書判
- 『世界六大宗教の盛衰と謎 一神教から多神教復活の時代へ』日本文芸社 1993 新書判
  - 『世界六大宗教101の常識 世界の宗教の教義と歴史が面白いほどよくわかる』日本文芸社 パンドラ新書 2005
- 『大物は殺される 歴史を変えた「暗殺」の世界史』日本文芸社 1994 新書判
  - 『暗殺の世界史 シーザー、坂本龍馬からケネディ、朴正煕まで』PHP文庫 2008
- 『戦後が戦後でなくなるとき』中央公論社 1995
- 『文明の流れを決した世界戦争史の真相と謎 なぜ戦争は避けられないのか?その功罪を探る』日本文芸社 1996 新書判
  - 『人類はなぜ戦争を繰り返すのか 先史時代から自爆テロまで知っておきたい世界戦争史の謎』日本文芸社 パンドラ新書 2006
- 『面白いほどよくわかるクラウゼヴィッツの戦争論 難局に勝利する戦略発想と指導者の条件』日本文芸社 2001 学校で教えない教科書
- 『日本人の遺失物 戦後日本が喪くしてしまった心の原点と知足の思想』日本文芸社 パンドラ新書 2006
- 『忘れられぬ人々』論創社 2007
- 『くたばれ!朝日新聞 国民を欺く卑怯なメディア』日新報道 2009
- 『アはアナキストのア　さかのぼり自叙伝』三一書房 2017

### 共編著
- 『われらの内なる反国家』内村剛介共編 太平出版社 1970
- 『幸徳・大杉・石川 日本アナキストの原像』秋山清共著 北日本出版社 1971
- 『われらの内なる天皇制』編 太平出版社 1973
- 『近代日本思想大系 20 大杉栄集』責任編集 筑摩書房 1974
- 『アナキズムと現代』編 三一新書 1975
- 『虚無思想研究』編 蝸牛社 1975
- 『アナキズム入門 改訂増補版』ベルクマン共著 黒色戦線社 1980
- 『土民の思想 大衆の中のアナキズム』編著 社会評論社 思想の海へ「解放と変革」 1990
- 『大杉栄全集』全14巻、日本図書センター 1995。編集委員
- 『戦争の世界史 「文明史としての戦争の功罪」を探究する!』日本文芸社 知の探究シリーズ 1997

石川達・海辺和彦・佐藤洋・砧大蔵・戦略科学研究会、国際安全保障リサーチ共著
- 松尾邦之助『無頼記者、戦後日本を撃つ 1945・巴里より「敵前上陸」』編・解説 社会評論社 2006

### 翻訳
- ハーバート・リード『詩とアナキズム』中橋一夫共訳 創元社 1952
- E・H・カー『バクーニン』上・下、現代思潮社 1965、現代思潮新社 2013
- ハーバード・リード『アナキズムの哲学』法政大学出版局 叢書・ウニベルシタス 1968
- 「相互扶助論」『クロポトキン 第1』三一書房 アナキズム叢書 1970
- I.L.ホロヴィツ編『アナキスト群像』今村五月・江川允通共訳 社会評論社 1971
- D.E.アプター/J.ジョル編『現代のアナキズム』江川允通・見市雅俊共訳 河出書房新社 1973
- シセラ・ボク『戦争と平和 カント、クラウゼヴィツと現代』法政大学出版局 叢書・ウニベルシタス 1990
- シセラ・ボク『秘密と公開』法政大学出版局 叢書・ウニベルシタス 1997

## 論文
- Cinii